# Bai Chongxi

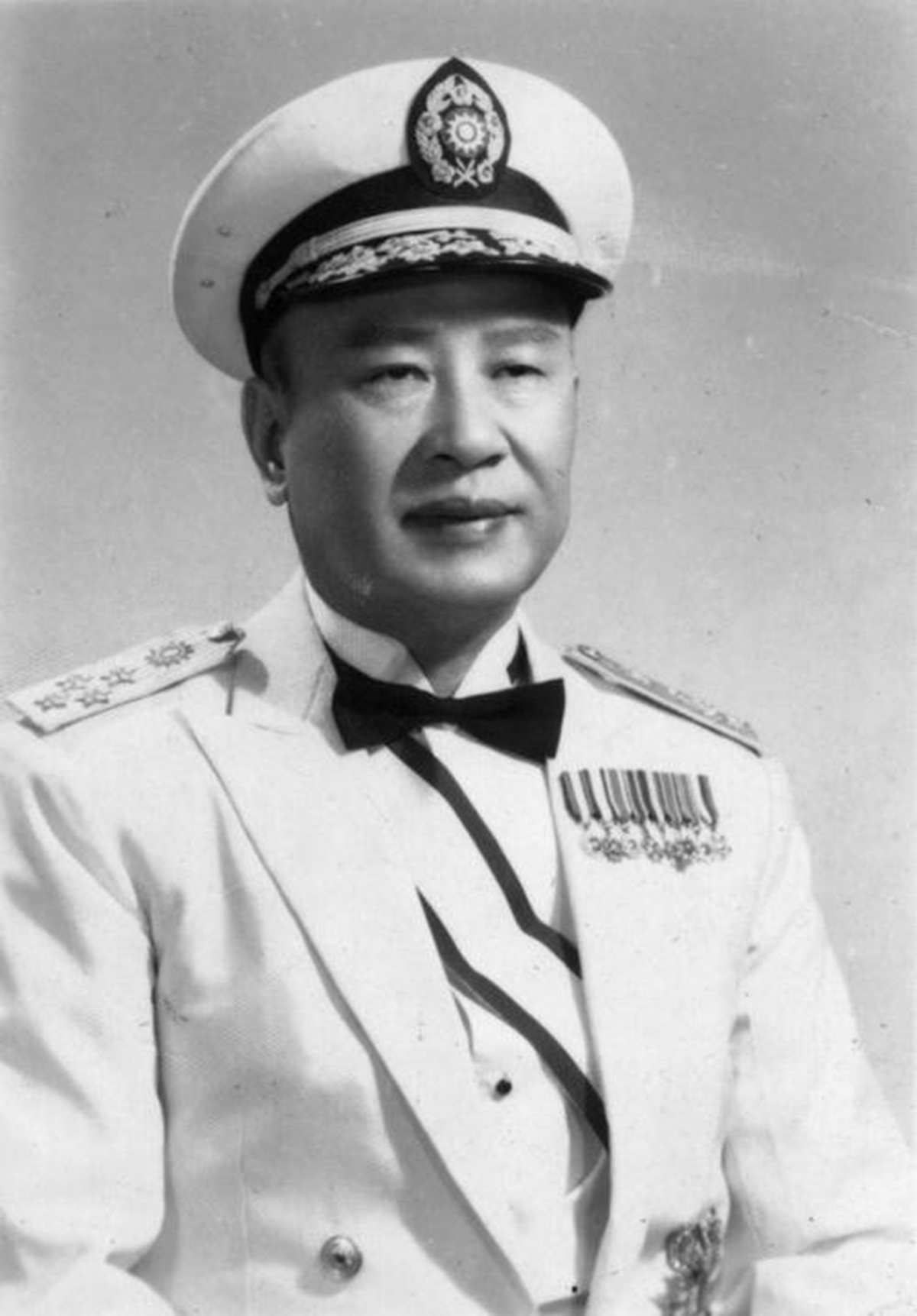
Bai Chongxi

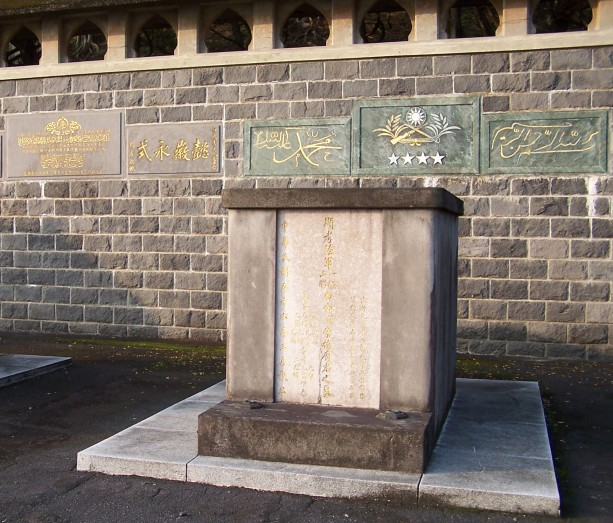
Grab Bai Chongxis auf dem muslimischen Friedhof in Taipeh (Bezirk Xinyi)

Bai Chongxi (chinesisch 白崇禧, Pinyin Bái Chóngxǐ, W.-G. Pai Ch’ung-hsi; Großjährigkeitsname 健生,  Jiànshēng; * 18. März 1893 in Kreis Lingui, Provinz Guangxi; † 1. Dezember 1966 in Taipeh) war ein chinesischer Militär und Politiker. Von 1927 bis 1949 war er Generalstabschef der nationalchinesischen Streitkräfte.

## Leben
Bai Chongxi war Hui-Chinese. Er wurde 1924 während der Ära der Kriegsherren berühmt, indem er sich zur Unterstützung von Sun Yat-sen mit Li Zongren verbündete, sowie mit Huang Shaohong, dem stellvertretenden Kommandeur der Guangxi Division. Während der Nordexpedition 1926 bis 1928 war er Stabschef der Nationalen Revolutionsarmee und führte zusammen mit Li Zongren die Guangxi-Amee und kämpfte erfolgreich gegen die Nördlichen Kriegsherren. Am 30./31. August 1926 startete er einen heftigen Angriff gegen die Truppen von Sun Chuanfang und siegte in der Nähe von Longtan. 1928 verfolgte er die Fengtian-Truppen unter General Zhang Zongchang in die Mandschurei. Dabei gelang es ihm, fast 20.000 Soldaten gefangen zu nehmen.
Sein Verhältnis zum Präsidenten Chiang Kai-shek war wechselhaft. Am 10. Februar 1930 ging er mit Feng Yuxiang, der noch 100.000 Mann unter Waffen hatte, mit Yan Xishan und Li Zongren ein Bündnis gegen Chiang Kai-shek ein. Es kam zu einem extrem blutigen und teuren Krieg in der chinesischen Zentralebene, den Chiang für sich entscheiden konnte.
Bai Chongxi unterstützte Chiang später im chinesisch-japanischen Krieg und im Chinesischen Bürgerkrieg gegen die Kommunisten. Der Widerstandskrieg gegen Japan brach am 7. Juli 1937 aus. Am 21. Juli riefen Bai Chongxi, Li Zongren und Huang Xuchu gemeinsam die nationale Regierung auf, den Widerstand von Chiang Kai-shek gegen Japan zu unterstützen. Am 2. August rief Chiang Kai-shek Bai Chongxi an und bat ihn nach Nanking zu kommen, zwei Tage später wurde Bai von Guilin nach Nanking geflogen. Am 20. August wurde er zum stellvertretenden Stabschef und Leiter der Militärkommission für militärischen Ausbildung ernannt.
Nachdem sich der Verlust von Shanghai (November 1937) an die Japaner abzeichnete, bestanden Bai, Li Zongren und Zhang Fakui darauf, dass die chinesischen Truppen sofort in die Verteidigungslinien zwischen Wufu und Xicheng besetzen sollten, um das bedrohte Nanking halten zu können. Chiang lehnte diesen Vorschlag ab und ließ die chinesischen Truppen am südlichen Ufer des Flusses Suzhou weiterkämpfen. Im Frühjahr 1938 war Bai Generalstabschef des von Li Zongren geführten 5. Militärbezirks und hatte entscheidenden Anteil am chinesischen Sieg in der Schlacht um Tai’erzhuang. Am 14. August 1944 wurde ihm das Oberkommando über die chinesischen Truppen in den Provinzen Hunan und Guanxi übertragen, als Stabschef wurde ihm General Zhang Fakui beigegeben. Bai Chongxi sollte er versuchen, die ihm unterstellten Truppen zu reorganisieren, um die Verteidigung der Städte Guilin und Liuzhou vorzubereiten, unterlag aber bis Mitte November 1944 der japanischen 11. Armee.
Von Juni 1946 bis 1948 fungierte er als Verteidigungsminister, der Bürgerkrieg mit den Kommunisten verlief für die Kuomintang aber schlecht, da Chiangs Strategie, die Provinzhauptstädte zu behalten und das Land den Kommunisten zu überlassen, schnell zum Zerfall der Streitkräfte führte. Bai geriet mit Chiang endgültig in Gegnerschaft, als er Li Zongren für die Vizepräsidentschaft bei den Parlamentswahlen 1948 unterstützte, die Li gegen Chiangs Kandidaten Sun Fo gewann. Chiang entfernte Bai darauf vom Posten des Verteidigungsministers und übertrug ihm die militärische Verantwortung für Zentral- und Südchina. Bais Streitkräfte waren am Ende des Bürgerkrieges auch die letzten, die das chinesische Festland verließen, Hainan erfolglos verteidigten und sich schließlich nach Taiwan zurückziehen mussten.